# Ambariya-Moschee

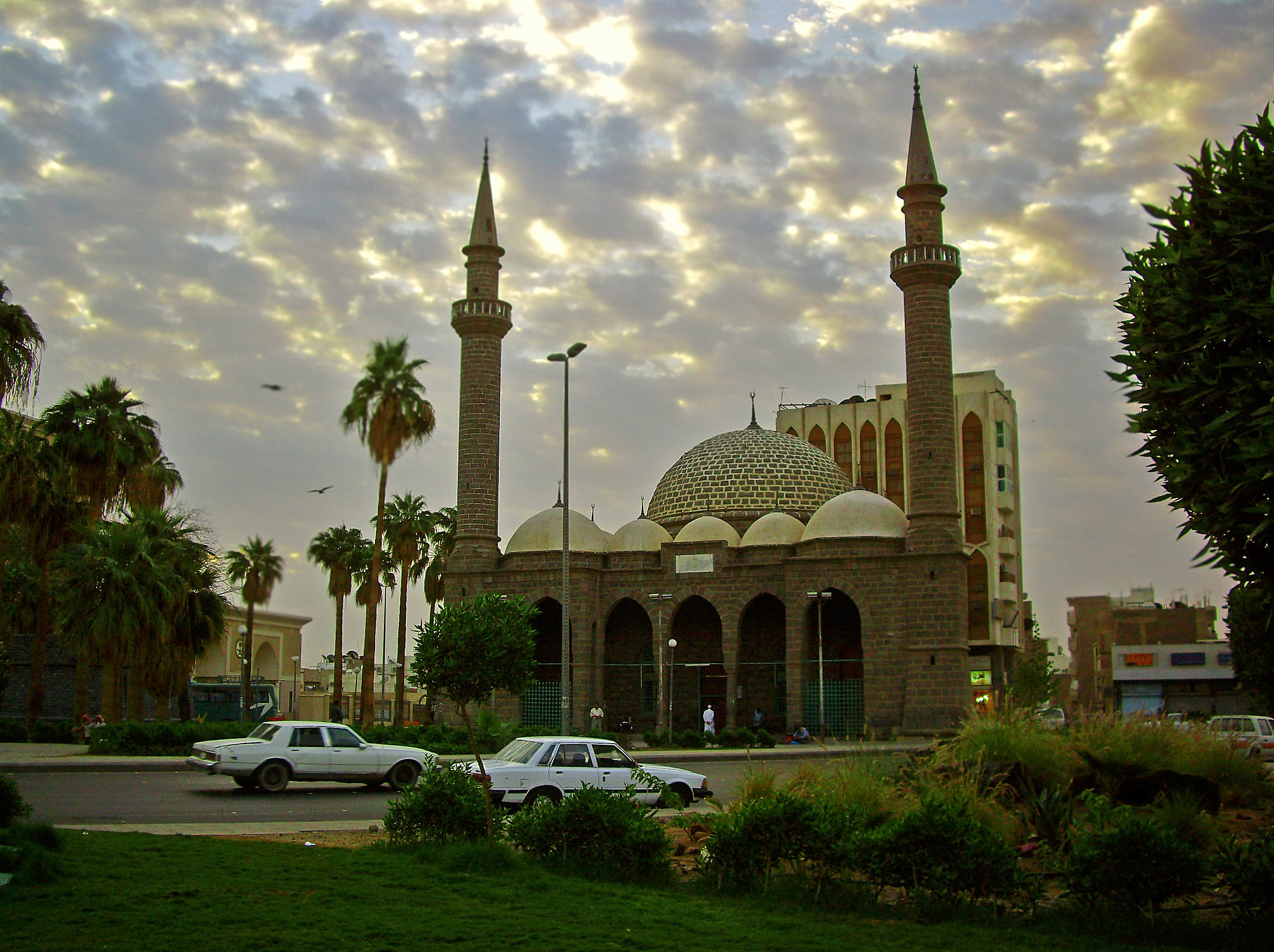
Ambariya-Moschee

Die Ambariya-Moschee (arabisch مسجد العنبرية, DMG Masǧid al-ʿAnbariyya, türkisch Amberiye Mescidi) ist eine osmanische Moschee in Medina, im heutigen Saudi-Arabien. Sie wurde im Jahre 1908 vom osmanischen Sultan Abdülhamid II. als Ergänzung zur Hedschasbahn an der al-Muazzam-Bahnstation errichtet. Die im typisch osmanischen Stil errichtete Steinmoschee hat eine große, zwei mittlere und drei kleinere Kuppeln sowie zwei Minarette mit Balkon und Spitzkegeldach.
Die Moschee ist eines der wenigen historischen Bauwerke in der Stadt, das nicht durch die saudische Regierung abgerissen und zerstört wurde.
Koordinaten: 24° 27′ 41,9″ N, 39° 36′ 6″ O